# Table des Marchand

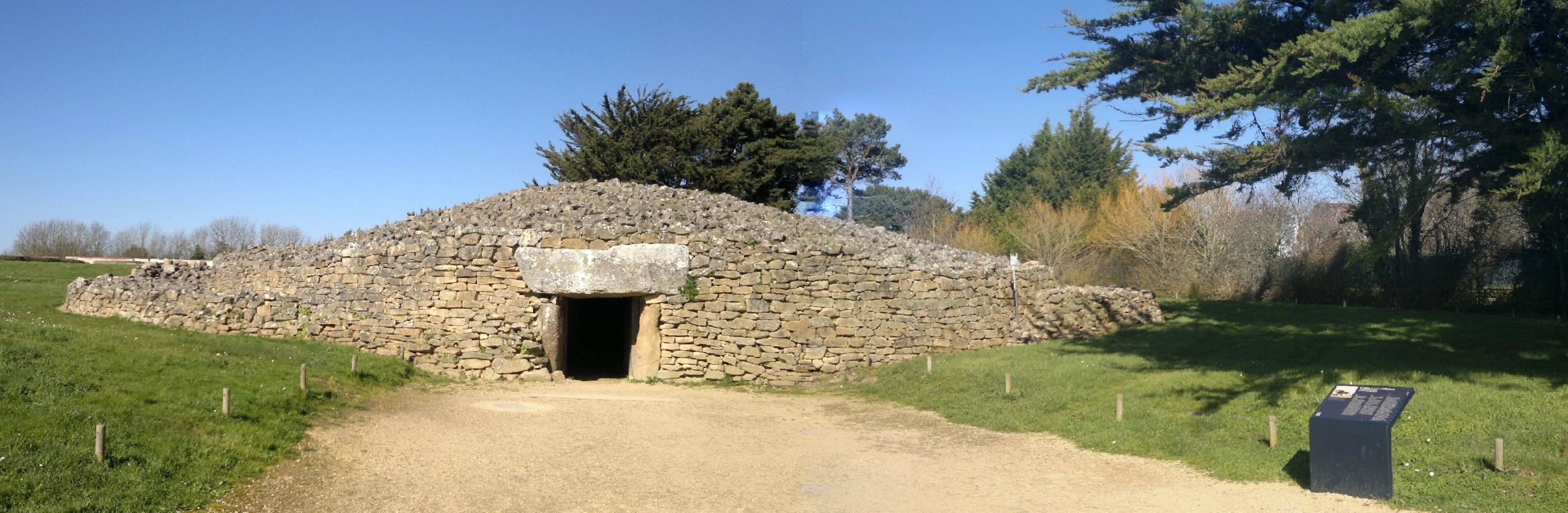
Table des Marchand – de ongeveer zes meter hoge grafheuvel werd in de vorm van twee concentrische kegels uit gestapelde breuksteen gereconstrueerd.

Table des Marchand (Bretons: An Daol Varchant) is een megalithisch bouwwerk in Locmariaquer (Frankrijk), stammend uit het neolithicum. In 1889 werd het erkend als monument historique.
Het hunebed bestaat uit een overdekte gaanderij leidend naar een grafkamer. De lengte in noord-zuidrichting bedraagt 12 meter, waarvan 7 meter voor de gaanderij. De binnenhoogte is ca. 1,40 meter bij de ingang, oplopend tot ruim 2,5 meter in de grafkamer.

## Datering
Opgravingen in de laatste 20 jaar van de 20e eeuw laten zien dat het bouwwerk uit de nieuwe steentijd waarschijnlijk aan het begin van het 4e millennium v. Chr. werd gemaakt, de gebruikelijke datering is 3900 - 3800 v. Chr. Het bouwwerk werd waarschijnlijk tot in de bronstijd gebruikt (dat is tot rond 2000 v. Chr.), en wordt al sinds de 18e eeuw beschreven.

## Functie
Zoals in veel hunebedden zijn ook in de Table des Marchand geen gebeenten of artefacten gevonden. Daarom hebben sommige onderzoekers het vermoeden geuit, dat het bij dergelijke bouwwerken met een grote ruimte om een cult- of verzamelplaats ging. Ook is het mogelijk dat het gebruik zich in de loop van de tijd heeft gewijzigd, en eventuele grafresten daarbij zijn verwijderd.

## Architectuur

### Reconstructie
Ter bescherming van de gravures binnen in het bouwwerk werden bij de opgravingen de gang en het steengraf – naar het voorbeeld van Gavrinis – gereconstrueerd. Daarbij werden de meeste draagstenen (orthostaten) en meerdere dekstenen van de gaanderij bijgehakt en opnieuw geplaatst. Aansluitend werden de openingen tussen de megalieten dichtgemaakt met steenbrokken en het steengraf opnieuw opgestapeld.
Bij het uitvoeren van de werkzaamheden werd vastgesteld, dat de ondergrond door de prehistorische bouwers was verstevigd met vuursteen, kiezel en keramiekscherven, waarschijnlijk om verzakking van het zware bouwwerk tegen te gaan.

### Stenen
Het bij de bouw gebruikte materiaal was hoofdzakelijk ter plaatse aanwezig graniet; de platte bodemstenen bestaan uit het eveneens in de buurt voorkomende zandsteen. Meerdere stenen, daaronder twee tegenover elkaar liggende stenen in de gaanderij en de ongeveer 5,70 m lange en ca. 4,10 m brede dekplaat, bestaan uit gneis, dat makkelijk te bewerken is. Dit gneis moet wel over grotere afstand zijn aangevoerd, uit steengroeven 10 km naar het noorden, bij de tegenwoordige stad Auray. Deze soort werd bij de, later meest kapot gebroken, grote menhirs vaker gebruikt. De bijna driehoekig vormgegeven hoofdsteen van de grafkamer is uit eveneens makkelijk te bewerken zandsteen gemaakt.

### Cairn
Het monument zoals dat in de 21e eeuw aanwezig is, bestaat uit een grotendeels gereconstrueerd hunebed in een berg stenen. Opgravingen toonden dat het bouwwerk werd omvat door een cairn (steenhoop) die uit twee lagen kleine breukstenen bestond, die tegen binnendringend regenwater mogelijk was afgedekt met zand, aarde en gras. De steenhoop werd echter al eeuwen geleden verwijderd, zodat het bouwwerk lange tijd als een monumentaal tafelvormig hunebed zichtbaar was (vandaar de naam).

### Hunebed

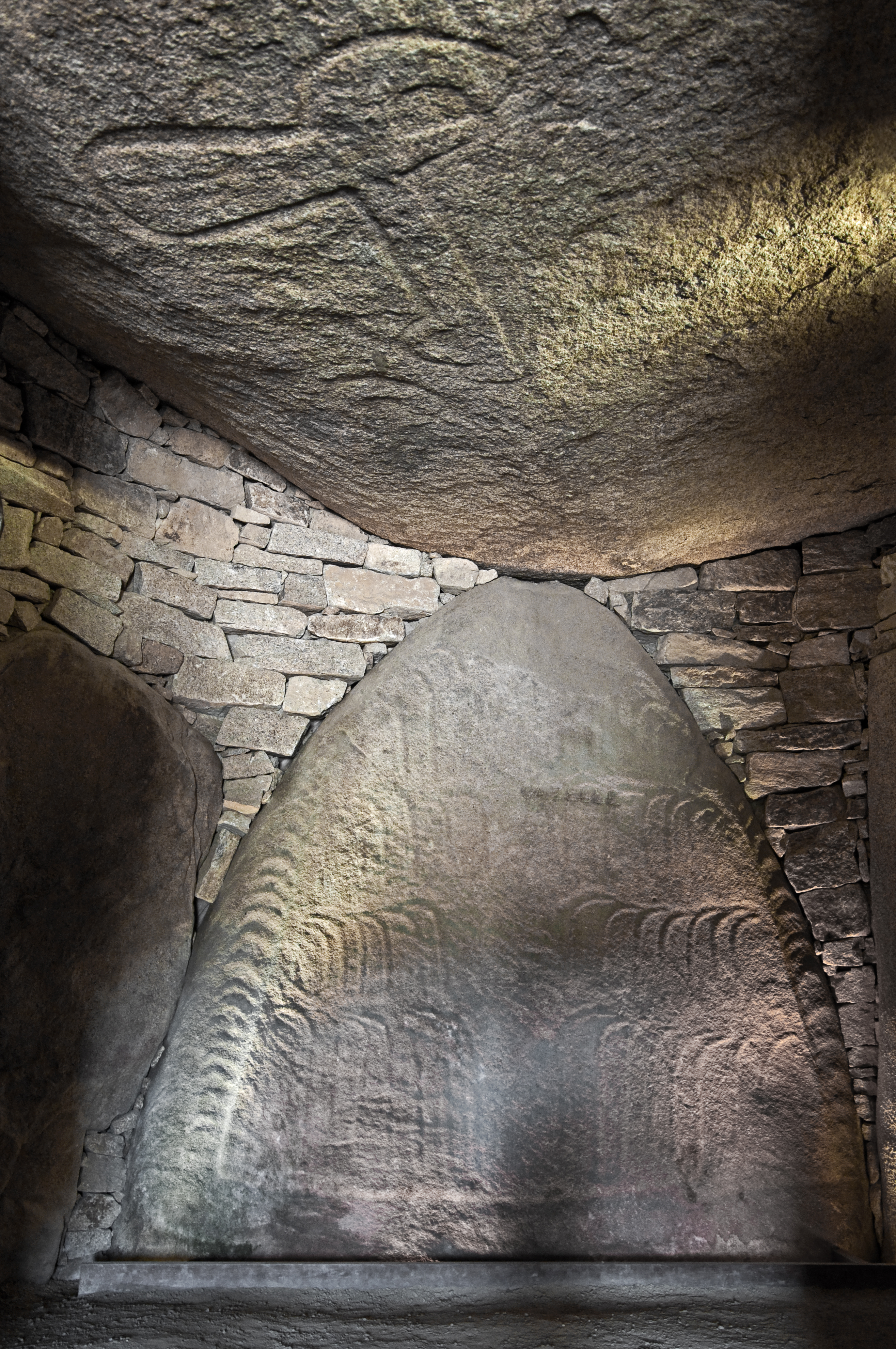
Grafkamer, hoofdsteen en plafondplaat met reliëfs

Om het 1,40 m hoge trilithon van het hunebed binnen te gaan, moeten bezoekers zich enigszins bukken, wat als eerbiedigende geste kan worden uitgelegd. Dit feit, en het ontbreken van een afsluitsteen voor de ingang, laten de conclusie toe dat het graf gedurende een lange periode toegankelijk was voor bezoekers. Na de ingang gaat het plafond van de dekstenen geleidelijk omhoog naar ongeveer 2,70 m in de grote ruimte, een ontwerpelement dat zich bij sommige maar niet bij alle graven voordoet.  

## Ornamenten
De dragende stenen in de gang zijn niet voorzien van decoraties. De ongeveer 3,20 m hoge en spitsboog bewerkte hoofdsteen in de grafkamer toont op een wandelstok lijkende reliëfs; deze werden geïnterpreteerd als wapens, zonnestralen of korenaren. Op de buitenrand van de steen, waarvan het zichtbare deel ongeveer de vorm heeft van een schild, wordt dit motief herhaald. In het midden is er een vervaagd symbool en de inscriptie "Gazelle", die waarschijnlijk aan het begin van de 20e eeuw is ingekrast door de schipbreukelingen van een vissersboot. Met zijn spitsboogvormige, bijna driehoekige vorm is deze steen zo ongebruikelijk in zijn functie als dragende steen dat men aanneemt dat het een stele is die al op deze plaats stond en pas later in het hunebed werd geïntegreerd. 
Op de naar beneden gebogen plafondplaat, die het onderste deel is van een oudere menhir - waarschijnlijk opzettelijk vernietigd - , waarvan het middelste en bovenste deel de plafondplaten zijn van de hoofdkamers in de hunebedden van Gavrinis en Er Grah, zijn de afbeeldingen van een zogenaamde bijlploeg, evenals de voorpoten, het borstgedeelte en de kopdelen van een rund te zien; de hoorns van het beest zijn te vinden op de sluitsteen van Gavrinis.

## Betekenis
De Table des Marchand is een van de meest imposante monumenten van de Europese steentijd. Het hergebruik van vernietigde oudere menhirs suggereert een culturele en religieuze verandering in de periode rond 4000 v. Chr.

## Omgeving
In de directe omgeving bevinden zich de omgevallen Grand Menhir-Brisé en de dolmen Er Grah (of Er Vinglé). Het hunebed van Mané Rutual en de in vier stukken gebroken Bronzo-Menhir (Men-Bronso) liggen op 300 tot 350 m afstand.

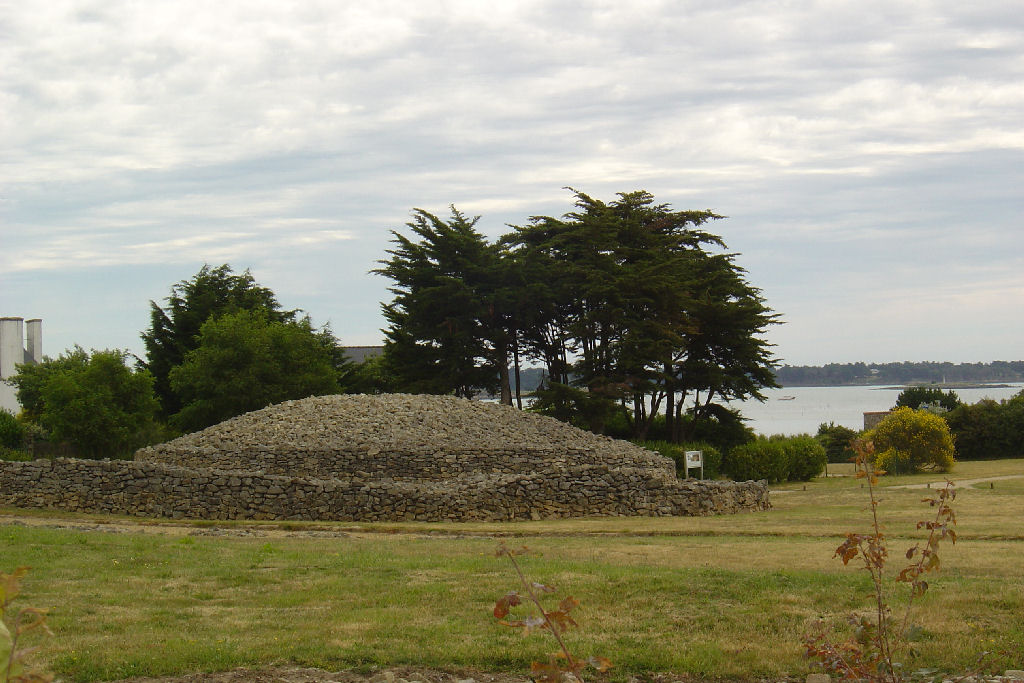
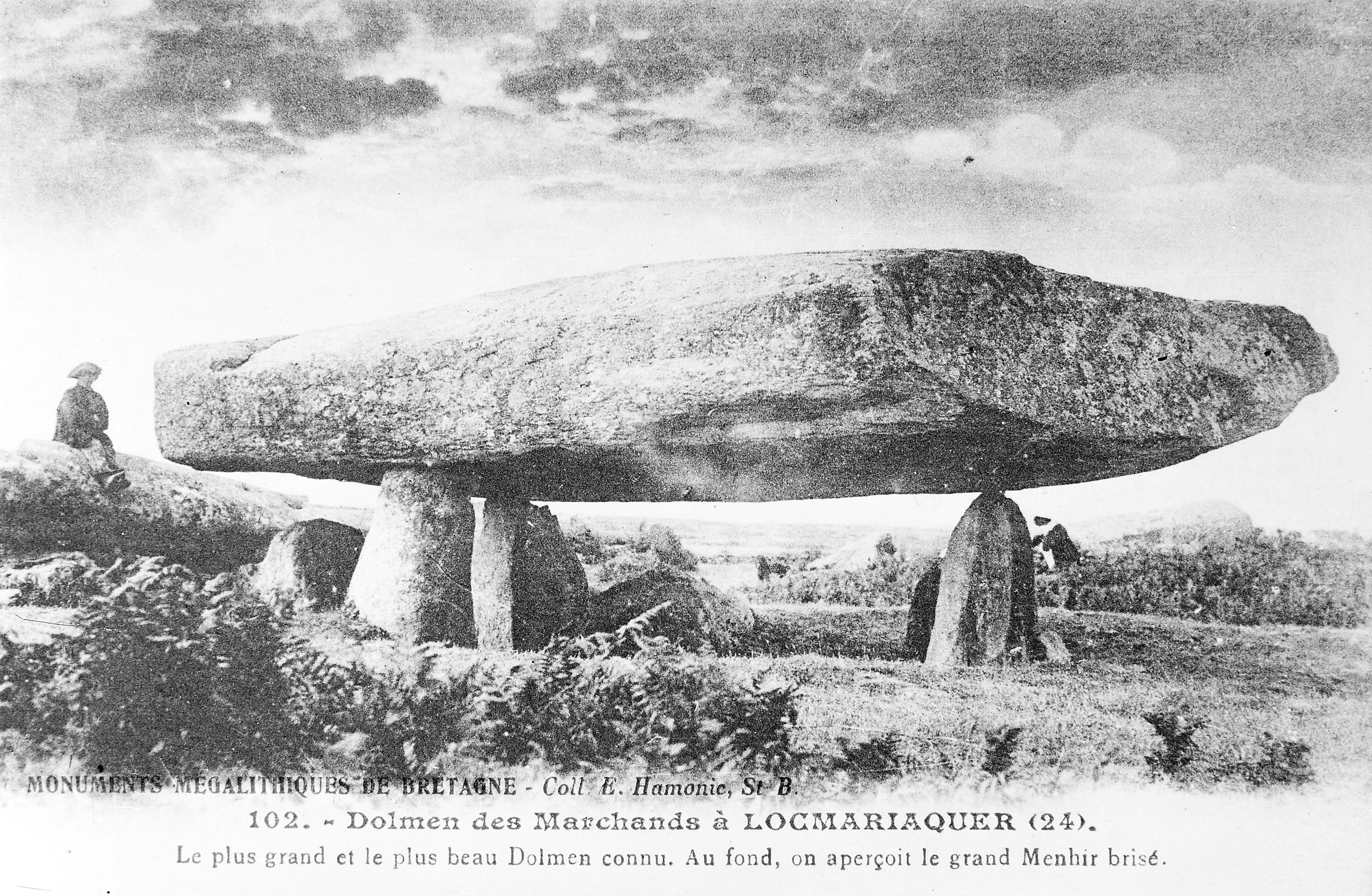
Beeld van vóór het opnieuw aanbrengen van de cairn
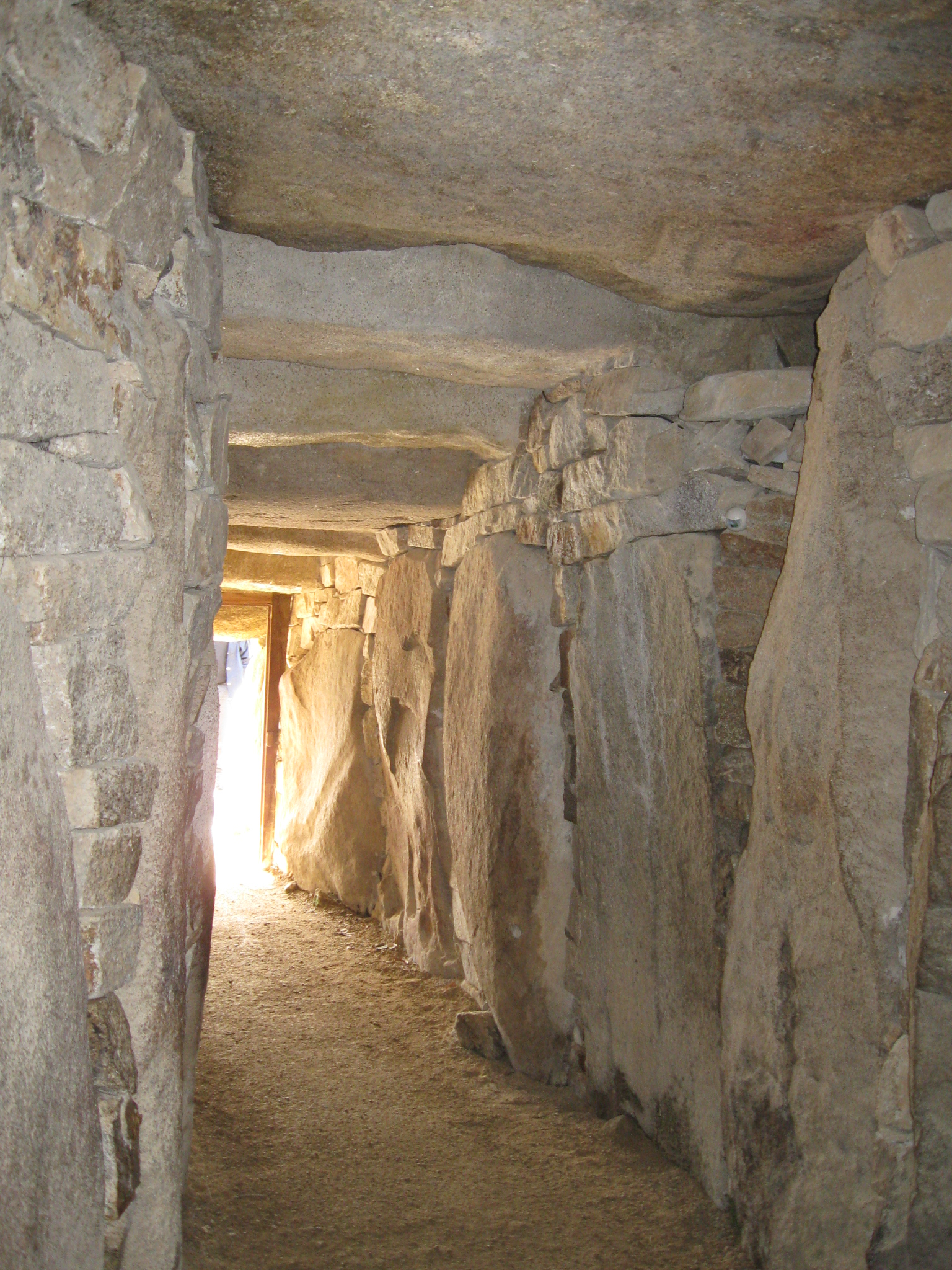
Table des Marchand – Gang naar grafkamer
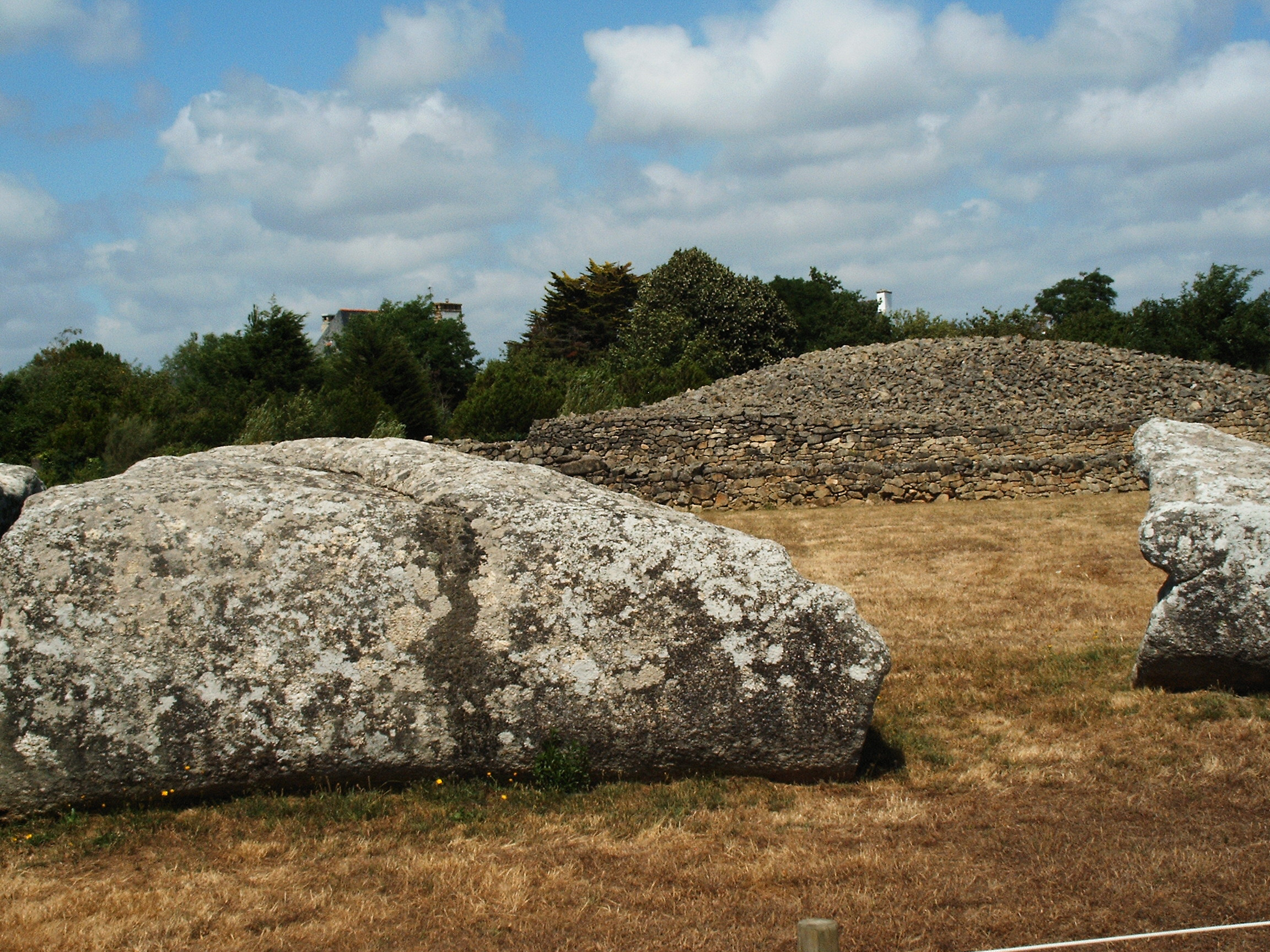
Delen van de Grand Menhir, op de achtergrond de Table des Marchand
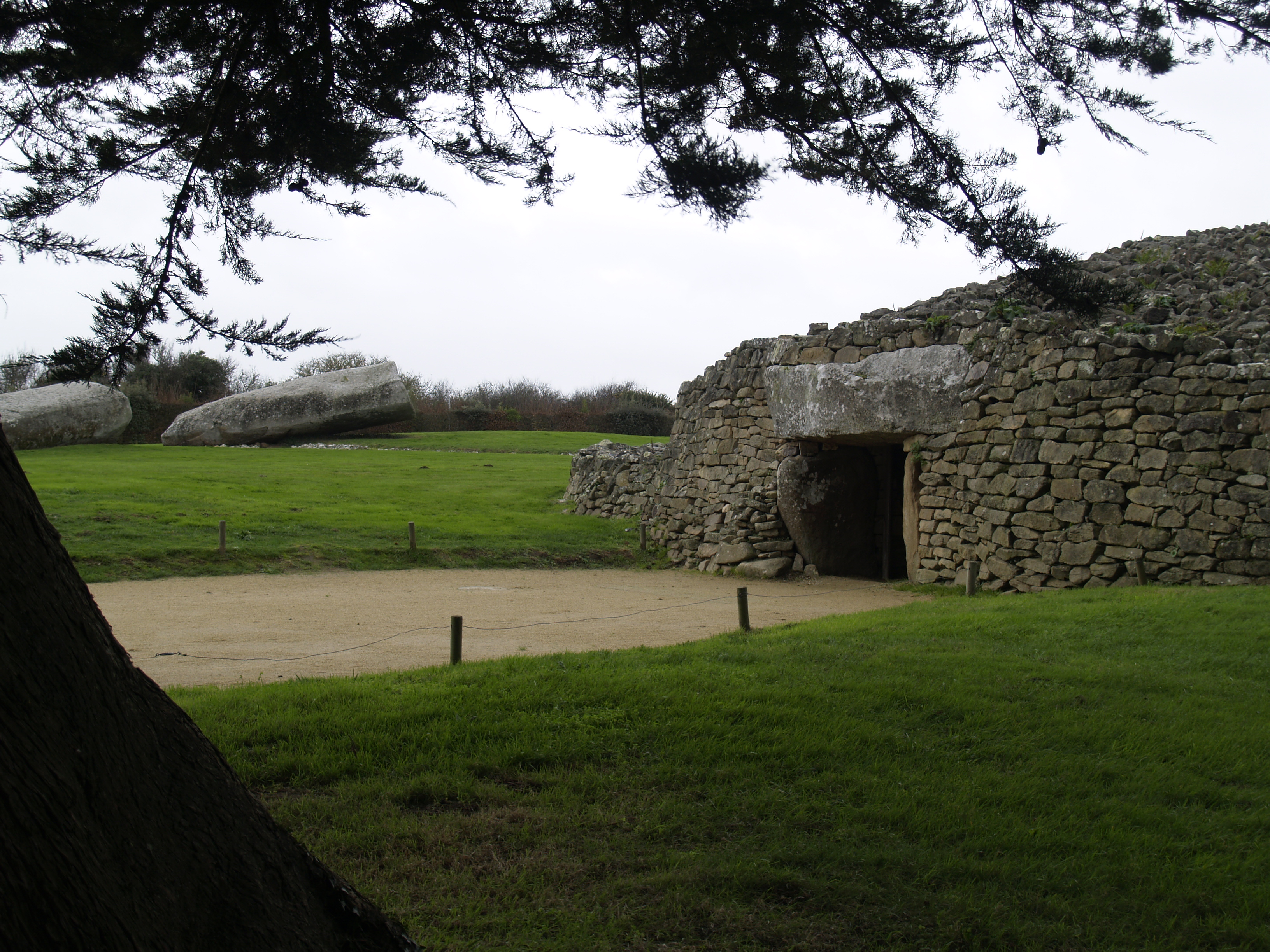
Table des Marchand, links op de achtergrond de Grand Menhir